# 英国侨报
《英國僑報》是一家英国華文媒體，有網媒。
前身為2002年開始發行的《新歐僑報》，開始為半月刊，為旅英的中國華人提供信息。2009年7月改名《新歐華報》的周報，在2013年4月4日，《新歐華報》再更名為《英國僑報》。現於每月初印刷出版，每週發送電子報刊。